# Jeanne (cràter)
Jeanne és un cràter d'impacte en el planeta Venus de 19,4 km de diàmetre. Porta el nom d'un antropònim francès, i el seu nom va ser aprovat per la Unió Astronòmica Internacional el 1985.
La forma triangular distintiva de l'ejecció indica que el cos impactant probablement va impactar obliquament, viatjant des del sud-oest fins al nord-est.
El cràter està envoltat de material fosc de dos tipus. L'àrea fosca en el costat sud-oest del cràter està coberta per fluxos de lava llisos (foscs al radar) que tenen un contacte fortament digitat amb els fluxos més brillants que l'envolten. L'àrea molt fosca del costat nord-est del cràter probablement està coberta per material llis semblant a sediments de gra fi. Aquest halo fosc és asimètric, imitant la forma asimètrica del mantell de l'ejecta. L'halo fosc es pot haver format per un xoc atmosfèric o una ona de pressió produïda pel cos entrant. El cràter Jeanne també mostra diversos lòbuls de sortida en el costat nord-oest. Aquestes característiques semblants al flux poden haver-se format per l'ejecció de gra fi transportat per un flux calent i turbulent creat per l'arribada de l'objecte impactant. Alternativament, es poden haver format per un flux fos de l'impacte.